# 超時空要塞Δ
《超時空要塞Δ》是日本動畫《超时空要塞》系列的第4部电视動畫，由SATELIGHT製作的新作動畫，2016年4月3日開始在日本首播。2018年2月9日上映「劇場版 超時空要塞Δ 激情的女武神」。

## 概要
- 在2014年3月，官方在《Macross Frontier》重播結束後公布即將製作新一輯Macross電視動畫作品。直至2015年9月，官方宣佈正新作正式名稱為《超時空要塞Δ》（和最初的暫定名稱相同），並在10月29日舉行發表會。[2]
- 《超時空要塞Δ》的歌姬總計募集到8,000名候選者。而在眾多候選者中脫穎而出的是來自愛知縣的鈴木實里。過去未曾經歷過聲優及歌手活動的她從小學起就很喜歡《超時空要塞》系列作，因此這次特別以《超時空要塞Frontier》的女主角「蘭花·李」的歌曲參加徵選。河森正治表示鈴木實里積極主動的個性、徵選時的表現及反應都十分良好，因此才會從眾多候選者中脫穎而出。[3]
- 新作劇情的時間線大致發生在前作《超時空要塞Frontier》的8年後，本作不但擁有5名美少女組成的戰術音樂組合「Walküre」，還有五個美男子組成的「空中騎士團」。由於超時空要塞系列的三要素是「歌唱、可變型戰鬥機Valkyrie 、三角戀愛」，因此監督也預告這五男五女之間的關係將會非常有趣。[3]
- 2015年12月31日播出特別節目，內容為接近完整的第一話內容[4]。
- 2016年4月3日起，该剧在TOKYO MX电视台开始放送[5]。
- 2018年2月9日上映「劇場版 超時空要塞Δ 激情的女武神」[1]。
- 2021年10月8日上映「劇場版 超時空要塞Δ 絕對LIVE!!!!!!」[6]。

## 故事簡介
公元2067年，以銀河系邊境的星系為中心，能令患者喪失自我而狂暴化的神秘疾病「瓦爾綜合症」正在逐漸擴大。察覺事態嚴重性的星間複合企業為了鎮靜這種症狀，將少女組成的戰術音樂組合「Walküre」與執行共同作戰的「Δ部隊」編成到一起。
另一方面，「風之王國」中被稱作「空中騎士團」的「謎之Valkyrie部隊」開始行動。在「原始文化的遺產」之謎的交錯當中，超越星系的熱切戀情與友情的物語開幕……

## 登場人物
疾風·因梅爾曼（Hayate Immelman）
聲：內田雄馬
男主角。
性情直率，作風稍顯隨興的少年。駕駛VF-31J→VF-31F→VF-31J改（電視版）、VF-31F+LD-262S（劇場版），17歲，9月21日出生，身高169公分。軍衔：準尉→少尉 代號：Delta5→Delta4
天生有節奏感，在故事開頭以工程機展現了高超的駕駛技巧，而且懂得讀取風聲，但本人對此無自覺。
芙蕾雅·薇恩（Freyja Wion）
声：鈴木實里
女主角之一。
成為「Walküre」新成員的溫德米爾族少女。14歳→15歲（第16話起），2052年11月3日出生，身高154公分，開場台詞「歌，是活力」。
銀河邊境溫德米爾王國的鄉下出身，相當喜愛家鄉所種植的溫德米爾蘋果。
米拉潔·芬莉娜·吉納斯（Mirage Farina Jenius）
聲：瀨戶麻沙美
女主角之一。
Δ小隊唯一的女性成員，駕駛VF-31C、Sv-262Hs（劇場版），18歳，2月11日出生，身高164.5公分。軍衔：少尉→中尉 代號：Delta4→Delta2
為《超時空要塞7》中麥克斯米利安·吉納斯和米莉亞·芬莉娜·吉納斯的孫女，米蓮·吉納斯的侄女。

## 世界觀及專有名詞

### 國家、勢力
凱厄斯
負責壓制瓦爾綜合症的星間複合企業。旗下組織有比如戰術音樂組合「Walküre」般的演藝部門和駕駛可變型戰鬥機的「Δ小隊」般的軍事部門，目前兩者受命執行共同作戰。雖然是一家私營企業，但擁有強大的武器，如Macross戰艦與最先進的VF系機體「VF-31齊格菲」。然而，如果無其他自治體的委託和提供的資金，就無法自行作出軍事行動。
Walküre
為了尋求瓦爾綜合症的治療方法而組成的戰術音樂組合。又稱「超時空維納斯」（超時空ヴィーナス）。
每名「Walküre」成員都具備「折躍因子受體」，其歌聲含有被稱為「生物折躍波」的作用，對瓦爾綜合症有鎮靜化和預防的效果。
同時為了尋找何種歌曲對於瓦爾綜合症最為有效，因此不只有著大量歌曲，連曲風也不定。。
然而，「Walküre」的歌曲對正促進瓦爾綜合症發生的溫德米爾王子海因茨的「風之歌」而言是天敵般的存在，因而被溫德米爾方面深惡痛絕並敵視為「污穢之歌」。但洛伊德宰相認為組合是為了隱藏「星之歌手」的存在。
在故事開始時為四名成員，當新人芙蕾雅加入以後增至五人。
Δ小隊
凱厄斯拉格納支部第三航空團所屬的可變型戰鬥機（Variable Fighter，簡稱：VF）部隊。以採用前掠翼設計最先進的VF系機體「VF-31齊格菲」作為主力機，作為Walküre的護衛和飛行表演。
在故事開始時為四架戰機組成的編隊，當新人疾風加入以後一度增至五機編隊，但二號機的駕駛員梅薩·伊雷菲爾特戰死而降回四機編隊（遺留的座機改由其後失去原來機體的疾風駕駛）。
溫德米爾王國（風之王國）
統治在銀河系邊境的溫德米爾星系的君主制國家，前任國王是格拉米亞·涅里希·溫德米爾（格拉米亞6世），現任是海因茨·涅里希·溫德米爾（海因茨2世）。
2027年與來到溫德米爾星系的新統合政府結交，但之後對新統合政府採取的不平等條約和利益獨佔感到不満。
2060年溫德米爾王國對明迪拉斯革命後的新統合政府發動獨立戰爭。戰爭期間因為投入了次元兵器的關係，導致雙方一直處於休戰狀態。
以後溫德米爾王國採取半鎖國狀態，與其他恆星系統僅保有着有限的交流，對地球文化實施強力管制，而且不允許任何思想或情感自由。
7年後（2067年）溫德米爾王國以「原始文明的正統後裔」的名號向新統合政府再度宣戰。
在宣戰的同時為了建立他倆在布里希嘉曼球狀星團的絕對制風權，佔領了行星博德爾並呼喻其他同樣對新統合政府不滿的星系國家們加盟與他們組成同一陣線。
真正目的是利用位於各星球上的原始文明遺蹟的共鳴發動覆蓋全星系的瓦爾綜合症，從新統合政府手上「解放」整個星系。在結局中因洛伊德的背叛而與凱厄斯的軍隊及女武神合作對抗，戰後因兩敗俱傷，最終鳴金收兵，與新統合政府和解。
空中騎士團
直屬溫德米爾王家的精鋭部隊，對Walküre和Δ小隊展開阻撓行動的敵軍。
在遙遠過去的成員都是騎乘飛行生物或是穿著飛鼠型滑翔裝備，乘風展開攻城作戰的猛者。
當地球技術傳播到溫德米爾星系以後，已經轉化為可變型戰鬥機部隊。。飛鼠型滑翔裝備部隊仍獲保留，但只部署在本星行星溫德米爾IV。
對新統合政府發動獨立戰爭時期的舊式主力機型為「SV-154長劍」，目前以「SV-262魔龍III」作為主力機。
每個隊員都有著「翼之騎士」的稱號，而部隊中的王牌都更會被封為「德文特的白騎士」（ダーウェントの白騎士）的稱號而代代傳承下去。
經歷獨立戰爭以後為了表示要奪回「屬於溫德米爾的天空」的決心，將原本作為特徵的白色翅膀（機身）全改成了黑色，甚至捨棄自尊，作出利用瓦爾綜合症的手段以至有悖於騎士之舉，逐漸走火入魔。
新統合軍
以地球為中心的「新統合政府」的所屬軍隊。伴隨著每個移民船隊護航，在邊境星球也有其當地軍隊駐紮。
在第4話被溫德米爾王國再度宣戰，最終因兩敗俱傷，和解收場。
參見「超時空要塞系列術語列表」。
伊普西龍財團
為溫德米爾王國提供武器和幫原始文化的遺跡進行分析的財團。
在銀河旗下有著數千企業，從食品、醫療用品到軍事產業都包括所內。
統合戰爭時期開發出最初的可變型戰鬥機的技術人員加入財團旗下。
儘管是舊反統合同盟系的框架以下的公司，卻從統合政府得到販賣兵器的許可，與凱厄斯亦有交易，在温德米爾軍中只有洛伊德宰相知情。

### 行星、地名
布里希嘉曼球狀星團
本作為舞台的的小型球狀星團。位於銀河系螺旋臂的分支人馬臂尖端附近，直徑大約是1,000光年。在銀河系外緣部位置，此處新統合政府勢力範圍影響力較少。50萬年前、正陷入瀕臨滅亡的普羅多文明（原始文化）最後根據地，各惑星到處殘留不少被傑特拉帝人破壞的普羅多文明遺跡。
行星阿爾·沙哈爾
為本作最初舞台的邊境星球，疾風加入Δ小隊以前在這裡的宇宙港打工，城市參考了杜拜的形象。
都市範圍以外都被沙漠所包圍。
此行星一様遺留了原始文化的遺跡。
在第12話溫德米爾王國利用當地原始文明遺跡施以「風之歌」攻勢之下，在爆發正面戰爭以後才15分鐘就已經淪陷。
行星拉格納
距離阿爾·沙哈爾30光年被海水包圍的藍色行星。原住民為拉格納人。
有著容易打開亞空間的傳聞，更曾有傳在Vajra戰爭結束後，凱厄斯在此處收到了2016年在銀河中心附近失去連絡的Megaroad-01（SDF-1 Macross）的訊號。
在第13話為應對溫德米爾王國的攻勢，雖然新統合軍嘗試以指向性反應彈炸毀「艾格爾帕特雷遺跡」，但卻因而從亞空間召來了能加強風之歌威力的不明建築，最後只能棄守並帶同已避難的區民撤退。為最後一個被溫德米爾王國佔領的行星。
第26話拉格納的最終決戰中，「星之神殿」的毀壞與及溫德米爾王國撤退，凱厄斯得以將其收復。
瓦萊塔市
四周蘊藏着豐富的海産資源，當中「瓦萊塔水母幹」為當地的特産，城市參考了马耳他的形象。凱厄斯在此設有支部「Macross・Elysion」。戰術音樂組合「Walküre」的新成員也在那裡試鏡。
此行星遺留了原始文化的遺跡「艾格爾帕特雷遺跡」（アーグルパトラ遺跡），在第13話新統合軍企圖以指向性反應彈連Sigur・Valens一併炸毀，但遺跡卻吸收了反應彈的能量後消失了，隨即從亞空間召來了原始種族系統。
裸喰娘娘
為Δ小隊的隊員查克·馬斯坦古所經營的餐館，「Walküre」的成員和凱厄斯的職員常來光臨。
這裡同時也是Δ小隊的男子宿舍。同隊的梅薩和加入了Δ小隊的疾風都入住在這裡。
從行星拉格納撤退時化作船隻駛往移民船團的主島船避難。
行星蘭德爾
加入「Walküre」的芙蕾雅初次演出的行星。
行星伏德爾
在Δ小隊和空中騎士團在蘭德爾交戰其間，伏德爾的新統合軍大多數被瓦爾綜合症控制，首都在兵不血刃的情況下被溫德米爾王國佔領。
此行星遺留了原始文化的遺跡「帕拉加納爾遺跡」（パラガナール遺跡）。被伏德爾人當成聖地來崇拜。遺跡其後因也風之歌被原始種族系統包圍，同時巨大系統的主軸干涉導致行星不斷下雨。
雖然被溫德米爾王國佔領，但未被瓦爾綜合症控制的新統合軍殘存部隊持續進行著抵抗運動。
其後因Δ小隊與「Walküre」第二次潛入作戰中，遺蹟連原始種族系統在美雲的歌聲下被破壞，當地軍民解除了思想操縱而得以解放，為溫德米爾王國建立絕對制風權以後第一個失陷的行星。
行星歷斯塔尼亞
繼伏德爾之後，被溫德米爾王國佔領的行星。
行星埃貝爾
繼伏德爾之後，被溫德米爾王國佔領的行星。
行星安頌3
繼伏德爾之後，被溫德米爾王國佔領的行星。
行星伊奥尼迪斯
溫德米爾王國進攻的行星，為疾風首次進行的宇宙戰。在這場戰役中有70％以上的伊奥尼迪斯新統合軍被瓦爾綜合症控制。
行星溫德米爾IV。
溫德米爾王國的主星。芙蕾雅的故鄉。距離拉格納星800光年被雪包圍的白色行星。行星的周圍被「次元斷層」（フォールド断層）包圍著。
本作的7年前發生獨立戰爭，之後與其他恆星系統僅保有着有限的交流，對出入境與地球文化實施強力管制，芙蕾雅需藉由偷渡手段出來。
在2027年，由地球出發的宇宙移民船Megaroad-04被捲入次元斷層中偶然地到達溫德米爾IV。
行星亞爾夫海姆
兩年前因瓦爾綜合症而滅絶的行星。
梅薩在該行星的都市「馬爾堡」狂暴化，後被要的「AXIA」所拯救而恢復理智，命危時被阿拉德所救起。
此行星亦遺留了原始文化的遺跡，藉由在遺跡上進行的戰術演唱所打開的折躍傳送門，「Walküre」和Δ小隊得以攻入行星溫德米爾IV。
拉拉米斯星系
離布里希嘉曼球狀星團遙遠的星系，是梅薩預定調去的地方。
拉拉米斯星系的主星為行星賽菲拉（惑星セフィーラ）。遊戲「超時空要塞VF-X2」和「超時空要塞30 連繋銀河的歌聲」中都有提及過其名字。
賽菲拉也是「超時空要塞30」的主角「萊昂・榊」（リオン・榊）的故鄉。在2059年受到傑特拉帝人的攻擊，行星差點被毀滅。

### 種族
天顶星人
為古代文明「原始文化」通過遺傳操作創造出来有10米身高的外星人。經過「超时空要塞」之中與地球統合軍交戰的第一次宇宙戰爭以後，到2067年目前已經與地球人並存，其高度作戰能力亦受到新統合軍所重用。
他們可以透過使用微型裝置（マイクローン装置）把自己的身高變成和人類一樣大小。但使用過多會導致身體變成小童的體型和没法變回原來的樣子。（前作的格蘭·葛蘭就是其中之一）
溫德米爾人
為芙蕾雅·薇恩出身的地球外星人種族。
外觀與地球人沒大不同，溫德米爾人身體素質優異，但是身體老化速度比其他種族快，平均壽命僅有30～35年命。在20歳前半時外表和地球人没分别，但之後2、3年就開始急速老化。晚年時外觀不會有什麼變化但身體皮膚上會出現像雲母一樣薄薄的白斑和剝落的症狀。正因如此，所以溫德米爾人比其他種族便傾向於早婚。對於已經14、15歳的芙蕾雅來説已到了晚婚的地步，甚至踏入中年階段。
在本作的時間點之中，溫德米爾星曾發生獨立戰爭，以後與其他恆星系統僅保有著有限的交流，此外對地球文化有著強力管制。在這情況以下，身為溫德米爾人的芙蕾雅目前因離家出走並以偷渡參加「Walküre」的試鏡，意味著可能無法回到其故鄉。
在未和地球人相遇前不曾認為自己是短命的種族，對於有高度科技、壽命較長但没有「Rune」和身體素質不高的地球人抱有複雜（羡慕、嫉妒、鄙视）的想法。
為了打破短命的宿命，洛伊德宰相視解析出原始種族的系統為優先，企图以成為銀河系的集体意识以永久延续壽命(最終遭基斯和海茵茨所阻止)。
崇尚自然與樸素的生活，視「風之歌手」及其祖先「星之歌手」為信仰，認為地球人將大地污染都要獲勝的行為是不可能原諒的事。
Rune
與頭皮同化的獨特器官，特徵是部分頭髮的前端部纏繞在一起。男性有兩個形狀為十字星型或是垂直型的「Rune」而女性則是一個形狀為心型或水滴型的「Rune」。會因情感的起伏而活動或是因興奮而發光，而且好像非常敏感。該觸角可收藏於頭髮之中，不知情的人有時會誤認其為髪飾。觸角長時間被其他人凝視似乎會令其相當尷尬。
溫德米爾人的「Rune」可以感應到「折躍波」（フォールド波），在劇中被他們稱為「風」。
「Rune」亦擁有先天性微量折躍水晶及受體，所以對瓦爾綜合症擁有免疫能力。與人類依靠後天折躍細菌及受體完全不同。
但「Rune」也是溫德米爾人弱點，「Rune」被破壞或耗盡都會死亡。
河森在2016年6月於北京的訪談中表示，該器官一字的來源是西藏文「Rlung」（風）。
拉格納人
起源於拉格納星的地球外星人種。具有在水中自由移動的能力，手指之間生有槳葉，以適應水下生活。外觀特徵是黝黑的皮膚、自然捲曲的頭髮以及手肘上的魚鰭片。
伏德爾人
起源於伏德爾星的地球外星人種族。從貓科哺乳類進化而來的物種，外觀特徵是和貓相似的耳朵與尾巴，並且於面部上畫彩妝。

### 其他
瓦爾綜合症
銀河系邊境的星系為中心發生的神秘罕見疾病，那是由寄生在人體細胞核的「折躍細菌」（フォールド細菌）引發而来。
被感染的患者血管會擴張、肌肉肥大、喪失自我，狂暴化以後只有試圖破壞的衝動。「折躍細菌」會因「塞德素」（セイズノール）的物質而增殖。目前瓦爾綜合症還無法根治。
溫德米爾人的器官「Rune」擁有先天性微量折躍水晶及受體，對「折躍細菌」引起的瓦爾綜合症產生出抗體，所以溫德米爾人並未出現瓦爾綜合症的發病案例出現。
其症狀可以透過具備「折躍因子受體」的「Walküre」成員歌唱所發出的「生物折躍波」來抑制，對於尚未發病的患者也能達到疫苗的功效。但歌曲要是而錄音和數據化就會令「生物折躍波」的效果大幅減弱，所以歌手一定要直接上戰場上唱歌才能發揮效果，某個程度上（至少在旁人來看）也是相當高風險的工作。
折躍因子受體
可抑制「折躍細菌」對自我的影響力的受體生物。
2059年Vajra戰役以後，Vajra離開銀河系遷移到其他次元的宇宙，因而開始出現人類的「折躍細菌」持有者。在失去了Vajra宿主以後，留在銀河系的「折躍細菌」參照了蘭花·李，相信可與人類有一個新的共生關係。但這次不僅僅腸內，一部份甚至寄生於細胞核內。
「Walküre」成員都具備「折躍因子受體」，新成員的試鏡亦是以尋找持有者作為基準。除此以外，疾風也是持有者之一，但由此也說明了男性「折躍因子受體」較女性來得要少。
折躍因子受體擁有者產生「生物折躍波」的條件是生命反應的強烈活性化，也就是拼上性命的狀態，目前以這狀態以下歌唱最為有效。
折躍因子受體對此病為具有較高的抵抗力，但是不保證對瓦爾綜合症完全免疫，折躍因子受體與極強力的「生物折躍波」的共鳴仍有引發瓦爾綜合症的風險。
溫德米爾第一次獨立戰爭
2060年，溫德米爾王國為了抵抗新統合政府採取的不平等條約和利益獨佔，而發動的獨立戰爭，歷時8個月。戰鬥結束將近結束時，新統合軍所屬的VF-22向溫德米爾王國的主星行星溫德米爾IV的「卡萊爾」（カーライル）投下一發銀河條約中列明禁止使用的次元兵器，導致大量新統合軍的兵將和數百萬的溫德米爾人被捲入，對雙方造成相當大的損傷，中彈的地方以後被命名為「卡萊爾的黑風暴」。（カーライルの黒い嵐）。
事件亦令新統合軍撤退，再度宣戰以前雙方一直處於休戰狀態。
次元兵器的爆炸中心地有著殘留的時空裂縫，成為溫德米爾人仇恨地球人的象徵。
次元兵器
正式名稱為範圍吞噬者（ディメンション・イーター）别名折躍炸彈（フォールド爆弾），可以把時空扭曲破壞的大規模毀滅性武器。根據銀河條約中列明，除了禁止使用，亦禁止運輸到行星上。
活用折躍航行法技術能源作為質量爆炸彈，2050年由L.A.I公司開始生產使用並轉用這類技術開發出新型膨大能源武器來對抗Vajra這類物理性強的外星生命體。這種炸彈比起反應兵器擁有威力更強大破壞力，起爆時以超高重質量令重力塌縮後產生擬似黑洞，附近爆發中心地的物質會出現強制轉移的能力。它們需要Vajra女王的粉末才能製造優質的炸彈，而且不能大量製造。而普通的Vajra粉末以及Vajra女王粉末封入飛彈後成為小型次元炸彈，使它能夠在可變型戰鬥機上使用，而種類有飛彈型、搭載炸彈型、設置型等，而大型設置型的裝置在惑星表面上會即時被擬似黑洞吞噬而崩壞。
此武器最早在2059年Vajra戰役中毀滅行星高盧4（ガリア4）後正式面世，之後在2060年的溫德米爾獨立戰爭中被使用過。這次事件中有大量新統合軍的兵將和數百萬的溫德米爾人被捲入，對雙方造成相當大的損傷。
新統合軍的主張：新統合政府因為溫德米爾基地被破壞而成為受害者，以表面証據主張由溫德米爾王國投下。溫德米爾人串通新統合軍的皇牌萊特駕駛VF-22秘密地強奪並使用次元兵器攻擊行星溫德米爾的新統合軍基地。由於連新統合軍知道已經違反銀河條約，將其列為一級軍事機密。
溫德米爾王國的主張：主張新統合政府向溫德米爾王國投下次元兵器。海因茨·涅里希·溫德米爾（海因茨2世）登位時，公開監視衛星捕捉VF-22投下次元兵器的映像。不過第7話時行星伏德爾的代表與宰相洛伊德會談時曾經以無差別殺戮方式轟炸敵我雙方的言論被洛伊德否定。
海猫
拉格納星上生息的一種兩棲生物。是一種頭像猫身體像海豹的動物。叫聲和習性與地球的猫相近。喜歡吃魚的雜食動物，其尾鰭的攻撃非常強烈。
海猫與拉格納人一起共存了很長時間，牠們常用來對付害獸而被拉格納人愛惜。在地球人之間亦有著非常高的人氣而被當作寵物飼養。
在拉格納星上相傳「如果欺負海猫的話，其婚期會被推遲」。
溫德米爾蘋果
又稱「銀河蘋果」（銀河リンゴ）。為行星溫德米爾出產的蘋果，為芙蕾雅最喜歡的食物。
形狀和成分與其他星系的蘋果没太大的不同。但將此蘋果和原始文明遺跡存在的天然水結合的話，就會誘發出瓦爾綜合症用的高濃度物質「塞德素」。
洛伊德宰相發現這事以後，溫德米爾將這些蘋果和天然水流通到新統合軍和其他行星上，攝取過兩者的人就會誘發出瓦爾綜合症與被控制。
被「Walküre」和Δ小隊揭發以後，新統合軍停止對其和天然水的收購，並在調查中發現其所有經銷商背後是一個沒有實體的空殼公司。
但當溫德米爾王國佔領行星拉格納以後，卻由空中騎士團向市民供給這些蘋果和天然水，加強控制。
水母祭
為行星拉格納一年一度的重要節日，是為了讚頌拉格納海之神而設立，各地會舉辦不同規模的慶典活動。
該節日有項流傳已久的傳說，在祭典的夜晚裡於水母之下發誓相愛的戀人們將會永遠結合在一起。
折躍波干擾器

## 機體

### 可變型戰鬥機
VF-31齊格菲/凱羅斯
與戰術音樂組合「Walküre」共同作戰的Δ小隊部隊所選用的最先進可變型戰鬥機機體，為「超時空要塞30 連繋銀河的歌聲」之中登場的機體「YF-30柯羅諾斯」的制式量産型，而且外形最大不同是翼形改為前掠翼，Δ小隊所分配的機型記號為C、E、F、J和S型五種。並分配給每名（即五個）駕駛員，各機從頭部、容器單元的一部份形狀和規格和顏色塗裝不同。而α、β與γ小隊則是其標準型號，有A、B型兩種，名為「凱羅斯」（カイロス）。和Δ小隊的機體不一樣的是A型機翼是採用三角翼。J型在第4話登埸。各型號都有加裝兩塊折躍水晶模組，但其相關技術也大多被簡略化，因而不能如YF-30柯羅諾斯般以FDR系統單機飛越「次元斷層」。
主要武裝是高出力鐳射炮莢艙（除E型外都收納在多用途容器單元以內）、雙臂屈肘以下的磁軌機砲莢艙（戰鬥機形態時為上部左右兩邊的機砲）、裝在兩腿的多連裝導彈莢艙、格鬥用的突擊刀，以及各個型號以上安裝的、數量各異的頭部雷射機槍。戰鬥機型態時與YF-30柯羅諾斯同樣在兩腿之間裝上了長方形狀的「多用途容器單元」（Multi-purpose Container Unit）背包武裝系統，通過內置武裝和容器本身的換裝，從而使得與超級背包當量的增強和常規設備的專門化都成為可能。此外，Δ小隊的機型還在腳部收納了大量專門用於支援戰術音樂組合「Walküre」每個成員的多功能無人機「天鵝座」。α、β與γ小隊裝備上則是實戰需求的裝備。同歷代的可變型戰鬥機，大氣層外作戰時可配備超級背包，而且可在裝備時維持各種變形模式。
劇場版還追加了多個原電視動畫所沒有展示的機能，包括裝上裝甲背包和原屬於其對手魔龍III的利刃・魔龍無人機（因採用同一銀河標準規格而得以裝上）。
可能是以現實中美國格魯曼公司的X-29試驗機為設計藍本。
名字來自中世纪中古高地德語史诗《尼伯龍根之歌》中的主角屠龍英雄齊格菲。另外這名字也是「超時空要塞30」之中的主角「萊昂・榊」的代號。
MDP-001W天鵝座（シグナス）
在Δ小隊的VF-31齊格菲的腳部收納的多功能無人機（マルチドローンプレート）、用於支援戰術音樂組合「Walküre」每個成員。回力镖形的平板形狀，視乎情況除單獨使用以外，還可將複數集合、連接以後使用。具有多種功能，包括：防禦屏障、照明燈、舞台、立體全息投影。它也可掛著在其底部的人並用以滑翔。但對於电磁波的干擾沒有抵抗力。
Sv-262魔龍III
空中騎士團的可變型戰鬥機，機身擁有偽裝用的光學迷彩、干擾和控制無人機夾擊的能力。後述的先行播映版「Mission 0.89」之中從始至終只以戰鬥機型態（Fighter）和半人型型態（Gerwalk）現身，而人型型態（Battroid）在第4話出現。另外在開播之前，亦具有非公開的戰鬥機型態以外的機體設計。
繼承VF-27路西法的不透明玻璃裝甲並以外部攝影機攝錄後在內壁以全息投影顯示在全周邊駕駛艙屏幕之上。兩個引擎集中在一起的配置十分罕見，看起來似是一款極為普通單引擎戰鬥機。在兩翼還裝上了無人戰鬥機「利刃・魔龍」。
機型記號分别為Sv-262Ba和Sv-262Hs兩種型號，Ba為一般型號。Hs為空中騎士團的王牌，有「德文特的白騎士」稱號的基斯·愛羅·溫德米爾的專用機體。Hs型的機頭比Ba型較為伸長，主翼的外部三角翼也比一般機大型，而且也具有特殊的金色塗裝。人型型態的頭部都和Ba型不一樣，攝影機採用了VF中少有的雙眼型來當主攝影機。
主要武裝是戰鬥機形態時半陷入式安裝在機身底部而使用時可向左右兩邊擺動射擊的高出力鐳射炮莢艙或機砲莢艙、在頂部左右兩側的多連裝導彈莢艙、頭部雷射機槍（戰鬥機形態內藏於機頭）和安裝在右手以上（戰鬥機形態時為駕駛艙後部）的雙管機炮，右腿還內藏折疊式長劍。戰鬥機形態時的垂直尾翼實際上是兩片式設計，在半人型型態和人型型態時會轉移至左手並且展開作為護盾。可選裝備為腿部兩側的微型導彈莢艙。
機體設計和開發是由通用銀河公司的「SV·工廠」（SV・ワークス）負責。名字來自瑞典語之中的西方龙，機型編號的「SV」是為「Slayer Valkyrie」或「Slayer VF」之意而「262」的型號編號則令人聯想到梅塞施米特Me 262。
開發方與舊反統合同盟系的組織與SV-51有所關聯。他們原來在統合戰爭之後被凍結所有開發，並且開發人員都被分散到各個廠家，但十多年前凍結解除以後，開發人員隨即再度集結並開發了本機。他們相信自己有著比統合軍更優秀的技術，因而與溫德米爾王國結盟。但也因而沒有EX-Gear、針點護盾與折躍水晶相關技術的ISC。可也有採用通用銀河公司成分在內的裝甲全覆式座艙罩和全周邊駕駛艙。
LD-262S利刃・魔龍（リル・ドラケン）
與SV-262的兩翼相連接的鬼魂系列無人機，比VF-31的多功能無人機要大得多。
平時作為加裝在機翼的助推器。配備一台三次元向量噴嘴、機砲和導彈莢艙。SV-262安裝該無人機時，需要將機翼末梢向上90度折疊，以露出連接部分。通過連接部的轉軸旋轉該無人機本身，可達到有如向量噴嘴的效果。兩台子機與本機分離以後藉由展開干擾從而產生分離為三台戰機的錯覺。在第4話還裝備了電磁波發射裝置，可令天鵝座無人機失效墜落。
劇場版中說明該機可藉由裝備上共通規格裝設於其對手VF-31以上，這時VF-31需要將機翼向下90度折疊。
現實中以紳寶集團所生產的小型測試機SAAB 210為設計藍本。
如果將該機看作SV-262（和VF-31）的外掛背包的話，這也可說是少數可變型戰鬥機可用的大氣圈內外兩用型背包。
VF-171夢魘Plus（ナイトメアプラス）
前作「超時空要塞Frontier」登埸的新統合軍主力VF。VF-17的衍生型，裝備於Macross Frontier上的新統合軍部隊的普及型主力機體，以往的VF-17是款籌載性極高的戰鬥攻擊機，但是卻有生產性以及操縱性過於複雜的難題，VF-171將原先設計加以簡化並修改部分空力特性以換取讓普通駕駛員皆能順利操作的特性，在地位上比過去的VF-17來的低落但是因為引擎的發展和針點防護系統的裝備，而令性能並不比VF-17弱。
在2059年時為各殖民船團最普及的機種，在VF-25彌賽亞正式成為新統合軍的主力後VF-171開始逐漸由前線退下。但由於操控性容易，現時還大量配備在邊境等地區。邊境地區的配色為沙黄色。
VF-1EX女武神（バルキリー）
「凱厄斯」用來訓練新人用的機體。初代「女武神」VF-1的現代化改修型，採用了現行抗G服用的駕駛艙系統「EX-Gear」（EX-ギア）。
VF-1EX後面的EX是指駕駛艙裝有「EX-Gear」的意思。前作登場的VF-171EX也是其意思。
劇中米拉潔用這機體來訓練疾風。機體頭部為J型頭部。疾風的機體配色為藍白色，米拉潔為紅白色。
VF-22雨燕二式（シュトゥルムフォーゲルⅡ）
前作「超時空要塞7」登埸的新統合軍特殊作戰機體。於2040年代初期與YF-19競標，作為取代VF-11的先進可變形戰鬥機原型機YF-21，在超新星計畫競標敗於YF-19以後，降低性能及造價後獲得少量訂單，進行有限的生產與配備並被賦予VF-22的型號，作為VF-17的後繼型特殊作戰機體。
7年前溫德米爾第一次獨立戰爭之中，疾風的父親萊特向溫德米爾王國的主星行星溫德米爾IV的「卡萊爾」投下一發次元兵器。該機嚴重受損迫降後被溫德米爾王國俘獲，然後格拉米亞6世將其修復後存放在宮殿裡作為國家憎恨新統合軍的記憶「惡魔之翼」的裝飾。
當Δ小隊與「Walküre」潛入溫德米爾王國後，貝爾加趁夜調整至能夠勉強飛行，並以收納艙把原腳部零件取代。其後由阿拉德駕駛，救下被擒的成員們，飛行及通話記錄亦被帶走。
Sv-154長劍（スヴァード）
格拉米亞被稱為「德文特的白騎士」至對新統合政府發動獨立戰爭的時期，溫德米爾王國的主力可變型戰鬥機。
設計參考了現實中的戰鬥機F-104星式戰鬥機。機體原案是參考河森正治的作品「聖天空戰記」的原稿「空中騎行戰記」中的「グローリアス・レイピア・LV-7」而來。
機型與編號說明舊反統合同盟系的組織早在獨立戰爭的時期就與溫德米爾王國有所勾結。
VB-6怪獸君王（ケーニッヒモンスター）
為「超時空要塞」裏登場的HWR-00-Mk.Ⅱ猛獸（デストロイドモンスター）追加VF的可變型機能的發展型的「可變型轟炸機」（Variable Bomber ，簡稱：VB）。
在遊戲「超時空要塞VF-X2」和前作「超時空要塞Frontier」裏都有登場。
在第22話裏的伏德爾攻防戰由阿爾伯特駕駛，其後第24話的溫德米爾撤退戰和第26話拉格納的最終決戰中都有登場。

### Destroid
夏安II（シャイアンII）
前作「超時空要塞Frontier」登埸的新統合軍人型戰車。是「超時空要塞Zero」裡登埸的ADR-03-Mk.III夏安的發展型。
武裝配備有30毫米格林機砲、荷電粒子炮、近距離對空導彈和4連裝導彈發射器。兩腕還可以換裝成火焰噴射器。
本機通常配備在各惑星基地和移民船團上擔當迎擊和對空防守。
Workroid（ワークロイド）
為民用型Destroid，用於建築和作為宇宙港的叉式起重車。
第1話初由疾風駕駛，在音樂的帶動下展現出操作人形機械的優秀才能，為日後的「因梅爾曼之舞」打下基礎。

### 傑特拉帝兵器
104式Regult（104式リガード）
屬於傑特拉帝人駐阿爾沙哈爾方面軍使用的二足步行戰鬥艙Regult的衍生型。
除了標準型外還有頂部裝有大量導彈型和裝有Queadluun・Rher背包和腕部的型號。
Super・Glaug（スーパー・グラージ）
屬於傑特拉帝人駐阿爾沙哈爾方面軍使用的指揮官用戰鬥艙，是Glaug的升級型機體。
除了標準型外還有裝有Queadluun・Rher腕部的型號。
Queadluun・Rher
前作「超時空要塞Frontier」登埸的傑特拉帝人運用的戰鬥動力服。為Queadluun・Rau（クァドラン・ロー）的發展型。
原本是女性專用的戰鬥服，之後被改良成男性都可以運用。

### 戰艦
SDF/C-108 Macross・Elysion
「凱厄斯」在拉格納的支部。艦身高度位於在初代Macross級（約1200米）和Macross・Quarter（約400米）之間，大約800米高度。強攻型態（人型型態）除了兩腕部的飛行甲板外，外型都和Macross・Quarter相近的形狀。
平時是而強攻型態駐留在瓦萊塔市，在進入宇宙時會進行變形（トランスフォーメーション）成要塞艦。
Elysion的左右腕部個連接住可以分離，單獨行動的航空母艦。左邊腕部連接住的航母是Δ小隊的母艦「CV/C-109 Aether」，右邊腕部連接住的航母名為「CV/C-110 Hemera」。兩艘航空母艦都具有五具彈射器，用以高速部署其艦載機。
第13話時頭部兩旁的柱被Sigur・Valens擊中，第26話拉格納的最終決戰中右腕連接部亦被星之神殿擊中，所幸都沒將它擊沉。
CV/C-109 Aether
連接在Elysion左邊腕部的航母。可以和Elysion進行分離，單獨行動。
為接載「Walküre」和Δ小隊前住任務地點的航空母艦。
CV/C-110 Hemera
連接在Elysion右邊腕部的航母。同樣可以和Elysion進行分離，單獨行動。
為α、β與γ小隊的母艦和Macross・Elysion的馬克羅斯主炮（マクロス・キャノン）所在。
關塔那摩級航空母艦（グァンタナモ級宇宙空母）
新統合軍的宇宙航母，是ARMD級突擊航母的發展型。艦身長400米，艦重9500噸。艦載機數最多40~45架。
浦賀級突擊航空母艦（ウラガ級護衛宇宙空母）
新統合軍的宇宙航母，關塔那摩級的上級艦，艦身長550米，艦重25000噸。艦載機數最多65~75架。
北安普頓級隱形護衛艦（ノーザンプトン級ステルスフリゲート）
新統合軍的宇宙護衛艦。
隱形巡航宇宙巡洋艦
新統合軍的宇宙巡洋艦，攻擊力比北安普頓級還要高的宇宙巡洋艦。
Thuverl・Salan
傑特拉帝人運用的主力戰艦。艦身長約2000米，艦重3950萬噸。
新Macross級都市艦
移居拉格納星的新Macross級移民船團的大型都市艦。以瓦萊塔市為開拓據點，設置連接陸地的通道。
連接瓦萊塔市前方的Battle級已被拆去。
現時還不知是第幾次移民船團，從未裝設貝殼狀護罩估計為Macross-01船團。
Island・jackpot
作為移民船團的主島與行政中心，雖然宇宙船的機能仍然健在，但已經30年沒飛上宇宙。
溫德米爾軍隊入侵而放棄拉格納星以後載著避難居民起飛撤退。
但由於零件老化和戰鬥損害未能完全修復，船上的折躍動力爐和生命維持系統接近失控狀態，藉由與Macross・Elysion緊急合體才恢復過來。
Megaroad級超長距離移民船
為第一次宇宙戰爭完結後由新統合政府進行的宇宙移民計劃初期的移民船型號。
Megaroad一共建造了25艘。但在2029年5月，Megaroad第24和25號在工場建造中發生爆炸事故全毀。
其中一艘在2027年移居行星溫德米爾IV，在月刊Newtype 2016年6月號所提供之年曆表確定為Megaroad-04號船團。
Megaroad-04
Megaroad級的第4號移民船，在2027年被捲入次元斷層中偶然地到達溫德米爾IV。之後與當地的溫德米爾人結交。
Sigur・Valens
沉睡在溫德米爾王都下面的原始文化時代的巨大艦隻。維修可變型戰鬥機用途的飛機庫被稱為「枝」。此艦在伊普西龍財團的協作下重新啟動。
艦載武裝是艦橋兩側的四門主炮。能展開「次元斷層」防禦所有攻擊。
該艦能與拉格納、從亞空間召來的不明建築相互連接，同時進行變型。
以後回到行星溫德米爾IV時一直維持變型以後的型態。

## 電視動畫

### 製作人員
- 原作：河森正治、Studio Nue
- 總監督：河森正治
- 監督：安田賢司
- 系列構成、劇本：根元歲三
- 角色原案：實田千聖
- 角色設計、總作畫監督：、進藤優
- 主動畫師：中山龍
- 世界觀設計：Thomas Romain
- 可變型戰鬥機設計：河森正治
- 機械設計：Brunet Stanislas
- 美術設定：Niem Vincent
- 設計工作：大橋幸子
- Macross視覺設計：天神英貴
- 色彩設計：林可奈子
- 美術監督：池田繁美、丸山由紀子
- 攝影監督：岩崎敦
- CG監督：森野浩典
- CG總監：加島裕幸
- CG動畫監督：崎山敦嗣
- 主要可變型戰鬥機模型：池田幸雄、坂本圭司
- 顯示圖像：HIBIKI、鈴木陽太、加藤千惠
- 特殊效果：飯田彩佳
- 編輯：坪根健太郎
- 音樂製作：FlyingDog
- 音響監督：三間雅文
- 音響製作：Techno Sound
- 動畫製作：SATELIGHT

### 主題曲
片頭曲
（第2话－第12话、第14话）
作詞：唐澤美帆、加藤裕介，作曲、編曲：加藤裕介，主唱：Walküre
（第15话－第25话）
作詞：図司純子、河嶋晃一，作曲：図司純子、河嶋晃一、Mitsunori Ikeda，編曲：Mitsunori Ikeda，弦樂編曲：倉内達矢，主唱：Walküre
片尾曲
（第2话－第9话、第12话）
作詞：西直紀，作曲、編曲：小森田實，主唱：Walküre
（第14话－第15话、第17话、第20话－第21话、第23话－第24话）
作詞：西直紀，作曲、編曲：小森田實，主唱：Walküre
「God Bless You」（第16话）
作詞、作曲、編曲：北川勝利，主唱：Walküre
「LOVE! THUNDER GlOW」（第18话）
作詞：サエキけんそう，作曲：SiZK、Stephen McNair，編曲：SiZK，主唱：Walküre
（第19话、第22话）
作詞：坂本真綾，作曲、編曲：北川勝利，主唱：Walküre
（第25话）
作曲：加藤和彦，編曲、演奏：
（第26话）
作詞：図司純子、河嶋晃一，作曲：図司純子、河嶋晃一、Mitsunori Ikeda，編曲：Mitsunori Ikeda，弦樂編曲：倉内達矢，主唱：Walküre
插入曲
| 曲名                        | 作詞                    | 作曲             | 編曲             | 弦樂編曲    | 演唱                                                       | 出現話數                |
| --------------------------- | ----------------------- | ---------------- | ---------------- | ----------- | ---------------------------------------------------------- | ----------------------- |
|                             | 深川琴美                |                  |                  | 不適用      | 蕾娜（東山奈央）＆ 瑪基娜（西田望見）                      | 1、7、17                |
|                             | 深川琴美、              |                  |                  | 倉內達矢    | Walküre                                                    | 1、2、4、17             |
|                             | 西直紀                  | 小森田實         | 小森田實         | 不適用      | Walküre                                                    | 1、2、8、13             |
| 不確定性☆COSMIC MOVEMENT    | 深川琴美、 渡邊亞希子、 |                  |                  | 倉內達矢    | Walküre                                                    | 3、4、17                |
|                             | 唐澤美帆、加藤裕介      | 加藤裕介         | 加藤裕介         | 不適用      | Walküre                                                    | 3、4、9、18、22、26     |
|                             | 西直紀                  | 小森田實         | 小森田實         | 不適用      | Walküre                                                    | 5、17                   |
|                             |                         |                  |                  | 不適用      | 海因茨（Melody Chubak）                                    | 6、13、15、18、19、20   |
| Walküre Attack!             | UiNA                    | 小高光太郎 UiNA  | 小高光太郎       | 不適用      | Walküre                                                    | 6、10、13               |
| Silent Hacker               | 鈴木子、TOMISIRO        | 鈴木子、TOMISIRO | 鈴木子、TOMISIRO | 不適用      | Walküre                                                    | 7                       |
| GIRAFFE BLUES               | 菜穂                    | h-wonder         | h-wonder         | 加藤裕介    | ミーヤ、美雲Walküre要Δ安野希世乃美雲ΔJUNNA芙蕾雅Δ铃木实里  | 78、9、11、18202123、26 |
|                             |                         |                  |                  | 不適用      | 海因茨（Melody Chubak）                                    | 8、10、12、15、21、26   |
| NEO STREAM                  | 西田惠美                | 渡邊未来         | 渡邊未来         | 倉内達矢    | Walküre                                                    | 8、14、19               |
| AXIA〜〜                    |                         | 松本良喜         | 鈴木Daichi秀行   | 不適用      | Walküre                                                    | 9、10                   |
|                             | 根元歳三                | 鈴木子 TOMISIRO  | 鈴木子 TOMISIRO  | 窪田        | 芙蕾雅（鈴木實里）、 瑪基娜（西田望見）、 蕾娜（東山奈央） | 10                      |
| REMEMBER 16                 | K.INOJO                 | 河内淳貴         | 河内淳貴         | bamboo tree | &                                                          | 11                      |
|                             | 唐澤美帆、加藤裕介      | 加藤裕介         | 加藤裕介         | 不適用      | Walküre                                                    | 13、26                  |
|                             | Happy Field             | Happy Field      | 窪田             | 不適用      | 不適用                                                     | 16                      |
|                             | かせきさいだぁ          | TeddyLoid        | TeddyLoid        | 不適用      | Walküre                                                    | 17                      |
| Hear THE Universe           | 岩里佑穂                | Rasmus Faber     | Rasmus Faber     | 不適用      | Walküre                                                    | 17                      |
|                             | 西直紀                  | 小森田實         | 小森田實         | 不適用      | Walküre                                                    | 18、20                  |
|                             | 阿佐茜                  | 羽田健太郎       | 羽田健太郎       | 不適用      | 不適用                                                     | 19                      |
| WANNA BE AN ANGEL           | Gabriela Robin          | 菅野洋子         | 菅野洋子         | 不適用      | 夏浓（新居昭乃）                                           | 19                      |
|                             | 阿佐茜                  | 羽田健太郎       |                  | 不適用      | 鈴明美（飯島真理）                                         | 19                      |
| TRY AGAIN                   | K.INOJO、福山恭子       | 福山芳樹         | 田中裕千         | 不適用      | FIRE BOMBER                                                | 19                      |
|                             | Gabriela Robin          | 菅野洋子         | 菅野洋子         | 不適用      | 雪露·諾姆（May'n）、 蘭花·李（中岛爱）                     | 19                      |
|                             | 安井かずみ              | 加藤和彦         | 清水信之         | 不適用      | 鈴明美（飯島真理）                                         | 19                      |
|                             | 堂島孝平                | 堂島孝平         | 北川勝利         | 不適用      | Walküre                                                    | 21                      |
| Absolute 5                  | 喜介                    | 渡辺拓也         | 渡辺拓也         | 不適用      | Walküre                                                    | 22、24                  |
|                             | 松本隆                  | 菅野洋子         | 菅野洋子         | 不適用      | 芙蕾雅（铃木实里）                                         | 23                      |
|                             |                         |                  |                  | 不適用      | 美雲ΔJUNNA                                                 | 24                      |
| 美雲ΔJUNNA、美雲Δ小清水亚美 | 25、26                  |                  |                  | 不適用      |                                                            |                         |

### 各話列表
| 話數                                         | 日文標題      | 中文標題      | 劇本                | 分鏡                       | 演出            | 作畫監督                                                                                       | 總作畫監督                        | 首播日期                     |
| -------------------------------------------- | ------------- | ------------- | ------------------- | -------------------------- | --------------- | ---------------------------------------------------------------------------------------------- | --------------------------------- | ---------------------------- |
| Mission 0.89 （先行版）Mission 01 （完整版） |               | 戰場的序幕    | 根元岁三            | 河森正治 安田賢司          | 安田賢司        | 、進藤優 長田好弘                                                                              | 進藤優                            | 2015年 12月31日2016年 4月3日 |
| Mission 02                                   |               | 覺悟的試音    | 根元岁三            | 安田賢司                   | 松林唯人        | 、進藤優                                                                                       | 清水裕輔                          | 4月10日                      |
| Mission 03                                   |               | 旋風 空中格鬥 | 根元岁三            | 河森正治 安田賢司          | 嶌田惣一        | 土屋浩章                                                                                       | 進藤優                            | 4月17日                      |
| Mission 04                                   |               | 衝擊 出道舞台 | 根元岁三            | 河森正治 安田賢司          | 大春戶聰        | 長田好弘、皆川一徳 酒井智史                                                                    | 進藤優                            | 4月24日                      |
| Mission 05                                   |               | 月光 舞步     | 根元岁三            | 島津裕行 安田賢司          | 矢吹勉          | 田中克憲、吉田巧介                                                                             | 進藤優                            | 5月1日                       |
| Mission 06                                   |               | 超负荷的决定  | 根元岁三            | 岩崎光洋 安田賢司 河森正治 | 成田巧          | 丸岡功治、植竹康彦                                                                             | 長田好弘 進藤優                   | 5月8日                       |
| Mission 07                                   |               | 潜入敌后      | 樋口達人            | 河森正治 松林唯人          | 松林唯人        | 畑智司、皆川一徳                                                                               | 進藤優                            | 5月15日                      |
| Mission 08                                   |               | 逃离与共鸣    | 小太刀右京 根元歳三 | 西澤晋                     | 玉田博          | 長坂寛治                                                                                       | 井上英紀                          | 5月22日                      |
| Mission 09                                   |               | 界限失控      | 根元歳三            | 島津裕行                   | 矢吹勉          | 田中克憲、吉田巧介                                                                             | 長田好弘                          | 5月29日                      |
| Mission 10                                   |               | 閃光的AXIA    | 根元歳三            | 西澤晋 河森正治            | 大和直道        | 高田和典、杉本里菜 酒井智史                                                                    | 長田好弘                          | 6月5日                       |
| Mission 11                                   |               | 追忆的水母    | 樋口達人            | 大脊戸聡                   | 成田巧          | 山村俊了、仁井広隆                                                                             | 皆川一徳                          | 6月12日                      |
| Mission 12                                   |               | 風之王        | 根元歳三            | 西澤晋                     | 糸賀慎太郎      | 竹本美希、關口雅浩                                                                             | 井上英紀                          | 6月19日                      |
| Mission 13                                   |               | 激情的俯冲    | 根元歳三            | 河森正治                   | 筑紫大介        | 畑智司、井上英紀 シノミン、横山紗弓 西川真人                                                   | 長田好弘                          | 6月26日                      |
| Mission 14                                   |               | 漂流 拥抱     | 根元歳三            | 河森正治 大和直道          | 大和直道        | 永川桃子、酒井智史 福島勇、牛屋琴乃                                                            | 皆川一徳                          | 7月3日                       |
| Mission 15                                   |               | 诀别之心      | 根元歳三            | 佐藤英一                   | 玉田博          | 伊藤亜矢子、高田和典 杉本里菜                                                                  | 井上英紀                          | 7月10日                      |
| Mission 16                                   |               | 犹豫的生日    | 待田堂子            | 島津裕行 河森正治          | 宮澤良太        | 日高真由美、関口雅浩 山中正博                                                                  | 長田好弘                          | 7月17日                      |
| Mission 17                                   |               | 扩散 上台     | 樋口達人            | 安田賢司 河森正治          | 佐藤英一        | 永川桃子、酒井智史 畑智司、福士真由美 吉川美貴                                                 | 皆川一徳                          | 7月24日                      |
| Mission 18                                   |               | 感觉 产生     | 樋口達人            | 佐藤英一                   | 近藤一英 成田巧 | 福島勇、畑智司 杉本里奈、高田和典 永川桃子、伊藤亜矢子                                         | 井上英紀                          | 7月31日                      |
| Mission 19                                   | Eternal Songs | 永恒之歌      | 根元歳三            | 黒河影次                   | 佐藤英一        | 中山竜                                                                                         |                                   | 8月7日                       |
| Mission 20                                   |               | 冲动 实验     | 待田堂子            | 大和直道                   | 大和直道        | 皆川一徳、酒井智史 福島勇、畑智司 高田和典、永川桃子 伊藤亜矢子、大橋幸子 横山沙弓、西川真人   | 長田好弘 井上英紀                 | 8月14日                      |
| Mission 21                                   |               | 渴望 秘密     | 根元歳三            | 安田賢司 成田巧            | 古賀一臣        | 小田真弓、関口雅彦 山村俊了、吉田隆彦                                                          | 皆川一徳                          | 8月21日                      |
| Mission 22                                   |               | 极限 勇气     | 樋口達人            | 佐藤英一 河森正治 安田賢司 | 名取孝浩        | 熊谷哲矢                                                                                       |                                   | 8月28日                      |
| Mission 23                                   |               | 残迹 安魂曲   | 根元歳三            | 和田純一                   | 成田巧          | 伊藤亜矢子、大橋幸子 酒井智史、杉本里菜 高田和典、福士真由美 福島勇                            | 井上英紀 長田好弘                 | 9月4日                       |
| Mission 24                                   |               | 死亡 裁决     | 根元歳三            | 大脊戸聡 金子伸吾          | 佐藤英一        | 永川桃子 丸藤広貴（サテライトPS部）                                                            | 不適用                            | 9月11日                      |
| Mission 25                                   |               | 星之歌者      | 根元歳三            | 平池芳正                   | 玉田博          | 西川真人、横山紗弓 、皆川一徳                                                                  | 皆川一徳                          | 9月18日                      |
| Mission 26                                   |               | 永遠的Walküre | 根元歳三            | 河森正治                   | 大和直道        | 伊藤亜矢子、牛屋琴乃 永川桃子、大橋幸子 酒井智史、杉本里菜 高田和典、中山竜 福島勇、福士真由美 | 長田好弘 井上英紀 皆川一徳 進藤優 | 9月25日                      |

### 播放電視台
日本深夜動畫：下文記載的日本国内播放時間使用日本標準時間（UTC+9）表示。因為部分時間标识會採用30小时制，因此請留意这类超过24:00的时间，其實際播放時間為翌日清晨。
| 播放地區   | 播放電視台  | 播放日期       | 播放時間（UTC+9）         | 所屬聯播網 | 備註               |
| ---------- | ----------- | -------------- | ------------------------- | ---------- | ------------------ |
| 東京都     | TOKYO MX    | 2016年4月3日－ | 星期日 22時30分－23時00分 | 獨立局     |                    |
| 福岡縣     | TVQ九州放送 | 2016年4月5日－ | 星期二 02時30分－03時00分 | 東京電視網 |                    |
| 日本全國   | BS11        | 2016年4月6日－ | 星期三 00時00分－00時30分 | BS衛星放送 | BS廣播／ANIME+節目 |
| 近畿廣域圈 | 毎日放送    | 2016年4月6日－ | 星期三 03時00分－03時30分 | 日本新聞網 | 「動畫特區」第2部  |
| 愛知縣     | 愛知電視台  | 2016年4月7日－ | 星期四 02時05分－02時35分 | 東京電視網 |                    |
| 北海道     | TV北海道    | 2016年4月7日－ | 星期四 02時05分－02時35分 | 東京電視網 |                    |

## 關連商品

### BD／DVD
| 卷數 | 發售日             | 收錄話數       | 規格產品編號 | 規格產品編號 |
| 卷數 | 發售日             | 收錄話數       | BD限定版     | DVD限定版    |
| ---- | ------------------ | -------------- | ------------ | ------------ |
| 1    | 2016年7月22日      | 第1話－第3話   | BCXA-1135    | BCBA-4777    |
| 2    | 2016年8月26日      | 第4話－第6話   | BCXA-1136    | BCBA-4778    |
| 3    | 2016年9月27日      | 第7話－第9話   | BCXA-1137    | BCBA-4779    |
| 4    | 2016年10月26日     | 第10話－第12話 | BCXA-1138    | BCBA-4780    |
| 5    | 2016年11月25日     | 第13話－第15話 | BCXA-1139    | BCBA-4781    |
| 6    | 2016年12月22日預定 | 第16話－第18話 | BCXA-1140    | BCBA-4782    |
| 7    | 2017年1月27日預定  | 第19話－第21話 | BCXA-1141    | BCBA-4783    |
| 8    | 2017年2月24日預定  | 第22話－第24話 | BCXA-1142    | BCBA-4784    |
| 9    | 2017年3月24日預定  | 第25話－第26話 | BCXA-1143    | BCBA-4785    |

### CD
| 發售日        | 標題            | 規格產品編號                            |
| ------------- | --------------- | --------------------------------------- |
| 2016年5月11日 |                 | VTCL-35226                              |
| 2016年6月22日 | OST1            | VTCL-60426                              |
| 2016年7月6日  | Walküre Attack! | VTZL-109（初回盤） VTCL-60428（通常盤） |
| 2016年8月10日 |                 | VTCL-35236                              |
| 2016年9月28日 | OST2            | VTCL-60435                              |
| 2016年9月28日 | Walküre Trap!   | VTZL-115（初回盤） VTCL-60436（通常盤） |
| 2017年1月25日 |                 | VTCL-60444                              |
| 2018年2月14日 |                 | VTCL-35269                              |

## 腳註
1. ↑  英文译名来自CD专辑的词本。
2. ↑  現實中存在、紳寶集團所生產的同名的戰鬥機型號，戰鬥機型態的形狀也與其相似。
3. 1 2 3 4 5 6 7 8 9 10 11 12 13 14 15 16 17 18 19 20 21 22 23 24  美雲ΔJUNNA、芙蕾雅Δ鈴木實里、要Δ安野希世乃、瑪基娜Δ西田望見、蕾娜Δ東山奈央
4. ↑  ミーヤ為新統合軍伏德爾航空團的王牌駕駛員阿爾伯特·勒拉扎巴爾的女兒（聲優：東山奈央）
5. ↑  ザック＆ハック為查克·馬斯坦古的二個弟弟，未註明演唱聲優。